# Пермський державний інститут мистецтва і культури

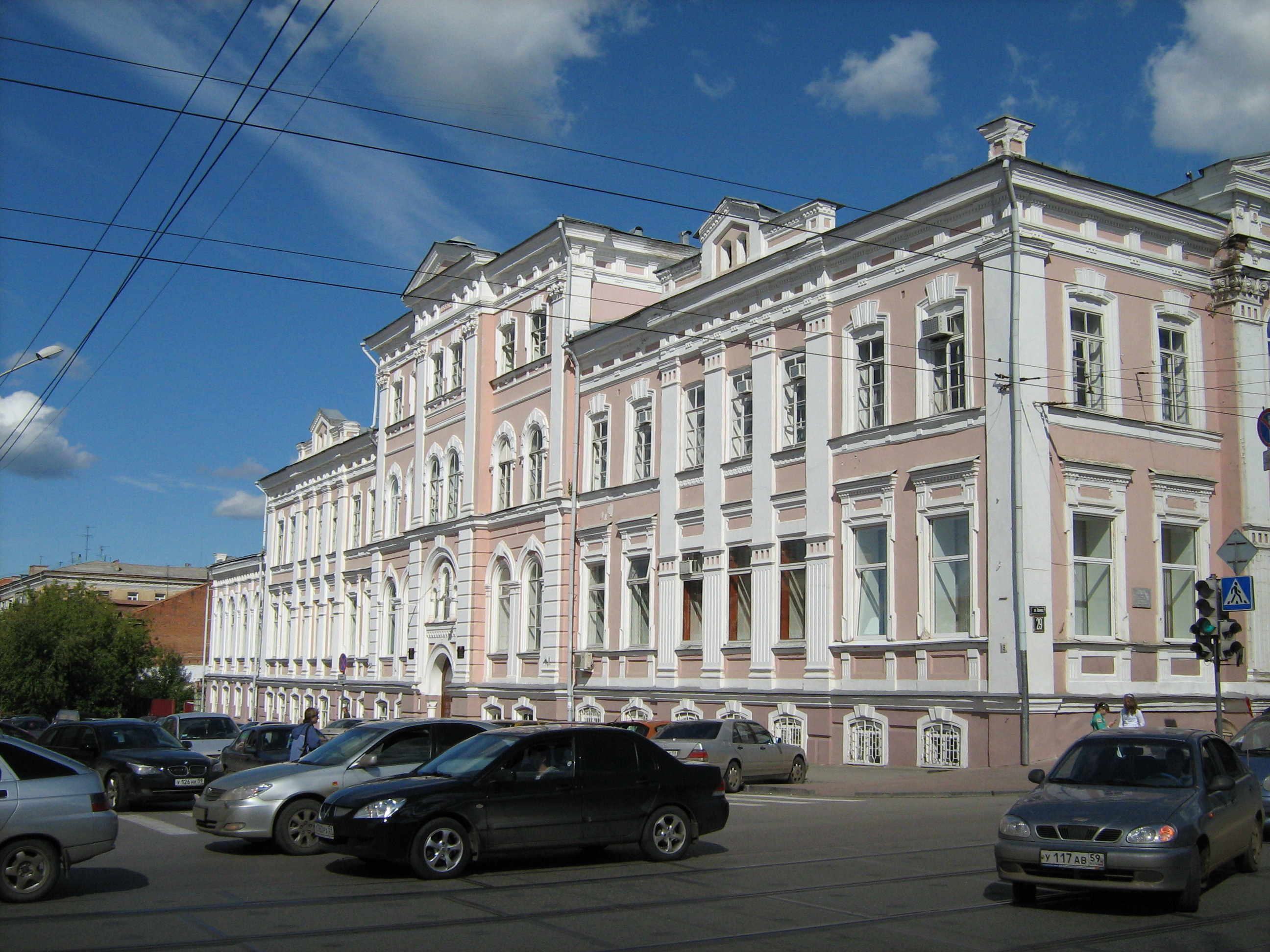
Пермський державний інститут мистецтва і культури

Пермський державний інститут мистецтва і культур (рос. Пермский государственный институт искусства и культуры) — вищий навчальний заклад у Пермі.
Заснований в 1975 році як інститут культури. В 1991 році інститут культури перетворений в Пермський державний інститут мистецтва і культури (ПГІІК).

## Структура
Факультет культурології
- Кафедра культурології
- Кафедра управління та економіки соціально-культурної сфери
- Кафедра соціально-культурної діяльності
- Кафедра режисури театралізованих вистав
- Кабінет інформатики

Факультет документально-інформаційних комунікацій
- Кафедра документознавства, бібліотекознавства та бібліографії
- Кафедра інформатики та інформаційних технологій

Факультет мистецтв
- Кафедра оркестрових струнних та духових інструментів
- Кафедра спеціального фортепіано
- Кафедра теорії та історії музики
- Кафедра сольного співу
- Кафедра живопису

Художньо-педагогічний факультет
- Кафедра хореографії
- Кафедра режисури та майстерності актора
- Кафедра сценічної мови
- Кафедра хорового диригування
- Кафедра народних інструментів і оркестрового диригування

Загальноінститутські кафедри
- Кафедра психології та педагогіки
- Кафедра філософії та суспільних наук
- Кафедра літератури та російської мови
- Кафедра іноземних мов
- Кафедра фізичної культури